# Lothar (Nordmark)
Lothar III. von Walbeck (* um 940; † 25. Januar 1003 in Köln) war von 964 bis 1003 Graf von Walbeck und von 993 bis 1003 Markgraf der Nordmark. Er war der älteste Sohn des Grafen Lothar II. von Walbeck und der Mathilde von Arneburg, Tochter von Graf Bruno von Arneburg.
Lothar folgte seinem Vater nach dessen Tod im Jahr 964 in allen Rechten und Besitzungen und erscheint seit 993 als Markgraf von Nordmark. Die Nordmark war nach dem Slawenaufstand nur noch ein kleines Gebiet im Westen des ehemaligen Gebietes. Lothar trat erstmals 979 hervor, als ihm zusammen mit seinem Bruder Siegfried die Überwachung Geros von Alsleben anvertraut wurde. Nach dem Tode seiner Mutter und seines Bruders Siegfried im Jahre 991 verweigerte er seiner Schwägerin und seinen Neffen ihre Erbansprüche, musste aber nachgeben und deren Erbanteile herausgeben.
Lothar vergrößerte wesentlich die Macht des Hauses Walbeck. Als Markgraf nahm er 993 an einem erfolglosen Feldzug unter Führung des Markgrafen Ekkehard I. von Meißen gegen die Liutizen teil. Mit Ekkehard geriet er später in Konflikt wegen dessen Haltung zur Heirat seines Sohnes Werner mit Ekkehards Tochter Luitgard. Er war daher 1002 bei der Vorwahl zum König Ekkehards entschiedenster Gegner. Er unterstützte zuerst Herzog Hermann II. von Schwaben, erkannte dann aber König Heinrich II. an, der ihn in allen seinen Ämtern und Rechten bestätigte. Möglicherweise animierte Lothar die Grafen von Northeim und von Katlenburg zum Mord an Ekkehard I.
Lothar starb vermutlich nach dem Genuss eines giftigen Trankes oder an Alkoholvergiftung in Köln.

## Familie
Lothar war verheiratet mit Godela von Rothenburg. Nach dem Tod Lothars heiratete sie Hermann II. von Werl. Sie starb im Jahr 1015. Die beiden hatten folgende Kinder:
- Werner von Walbeck, ca. 990-11. November 1014, Markgraf der Nordmark
- Bertold
- Dietrich
- Brigitta, Äbtissin in Magdeburg
- Liutger (Lothar), Graf im Harzgau, † 1033 gefallen